# Hammeria gracilis
Hammeria gracilis är en isörtsväxtart som beskrevs av P.M. Burgoyne. Hammeria gracilis ingår i släktet Hammeria och familjen isörtsväxter. Inga underarter finns listade i Catalogue of Life.